# Горг
Горг (фр. Gorgue) је насељено место у Француској у региону Север-Па д Кале, у департману Север.
По подацима из 2011. године у општини је живело 5944 становника, а густина насељености је износила 395,48 становника/km².

## Демографија
| 1962. | 1968. | 1975. | 1982. | 1990. | 2011. |
| ----- | ----- | ----- | ----- | ----- | ----- |
| 4.141 | 4.104 | 4.168 | 4.602 | 5.028 | 5.944 |